# Amenófis I
Amenófis I ou Amenotepe I (morreu em 1504 a.C.) foi o segundo faraó da XVIII dinastia egípcia. Governou de 1525 a.C. a 1504 a.C. e foi enterrado na tumba KV39. Amenófis I era filho de Amósis I o faraó que fundou a XVIII dinastia e o Reino Novo.

## Dinastia
Foi o segundo faraó da 18ª dinastia.

## Nome
Seu nome de nascimento Amenhotep significa Amon está satisfeito e seu nome de trono Djeserkare, Sagrada é a alma de Ra.
Também é conhecido pelo seu nome grego Amenófis.

## Reinado
Pelas observações de fenômenos astronômicos e documentação é possível que a ascensão de Amenófis ao trono tenha sido 1526 a.C. mas há possibilidade de ter sido em 1546 a.C.
De acordo com Mâneton,  Amenófis I governou o Egito durante 20 anos e 7 meses ou 21 anos de acordo com outras fontes. Portanto é atribuído à Amenófis I um reinado de 1546 até 1526 a.C., ou ainda 1526 até 1506 a.C. ou 1525 até 1504 a.C.  de acordo com os vários pesquisadores.

## Família
Amenófis era filho de Amósis I  e sua esposa Amósis-Nefertari. Seus irmãos mais velhos eram Amósis Sapair e Amósis-ankh, ambos morreram antes dele o tornando faraó com a morte de seu pai. Amenófis I casou com sua irmã Amósis-Meritamon que se tornou Grande Esposa Real e teve uma outra esposa de nome Sitkamose como está registrado numa estela da 19ª dinastia.
Esse faraó não teve herdeiros.

## Governo
Amenófis I seguiu os passos de seu pai que foi um grande conquistador. Ele se dedicou a manter e aumentar o poder do Egito. Em duas tumbas foram descobertos textos que indicam que ele liderou campanhas na Núbia expandindo as fronteiras.

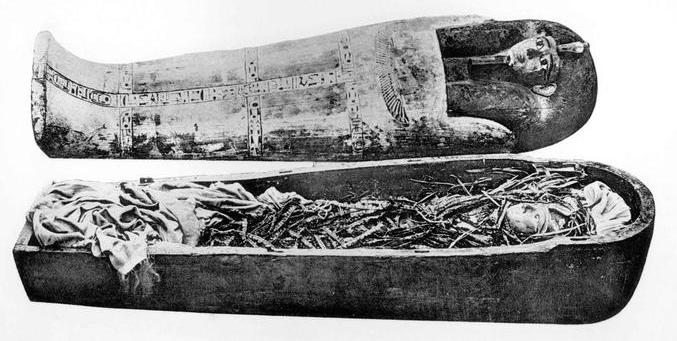
cartonagem da múmia de Amenófis I

## Obras
Amenófis I construiu um templo em Sais comprovando seu avanço até a terceira catarata do Nilo. Registros indicam que ele contratou o arquiteto Ineni para expandir o Templo de Carnaque. Fez obras em Elefantina, Com Ombo, Abidos, o Templo de Necbete e no Alto Egito. No Museu a céu aberto de Carnaque podemos ver hoje, reconstruído, o templo de alabastro chamado Menmenu, feito por Amenófis I.

## Túmulo
Amenófis I foi o primeiro faraó a separar seu templo mortuário de sua tumba. Na época de seu reinado os ladrões de tumbas já eram comuns, talvez por isso ele os tenha construído separados. As ruínas de seu templo mortuário deveriam ficar em Deir El-Bahri até porque a tumba de sua rainha Amósis-Meritamom foi encontrada ali. Até hoje sua tumba não foi identificada, pode ser em Medinet Habu, pode ser a tumba número 39 do Vale dos Reis, também pode estar em Dra´a Abu el-Naga.
A múmia de Amenófis I foi movida de sua tumba e encontrada no Cache de Deir el-Bahri e hoje repousa no Museu do Cairo. Sua múmia, aparentemente não foi saqueada e os religiosos que moveram a múmia tomaram muito cuidado porque a cartonagem ficou intacta. Por esse motivo, para não estragar a bela máscara mortuária, os estudiosos não a abriram para estudos.
Em 2021, a múmia foi desembrulhada digitalmente usando digitalização por tomografia computorizada, sendo descobertas as suas joias a até a sua dentição em muito bom estado.